# Henhull
Henhull est une paroisse civile anglaise située dans le comté de Cheshire. Elle était principalement rurale avec des fermes et des maisons éparpillées. Il n'y avait aucune grande agglomération, mais en 2019 la construction d'un développement de 1 100 maisons appelé Kingsbourne à l'est de la paroisse a commencé. Il deviendra une extension de la ville de Nantwich. Les hameaux de Basin End, Bluestone, Welshmen's Green et une partie de Burford font partie de la paroisse.
Le Shropshire Union Canal (en) traverse le territoire de la paroisse.

## Histoire
Le 25 janvier 1644, pendant la première guerre civile anglaise, la bataille de Nantwich se déroula partiellement sur le territoire de Henhull. 